# Renaissanceliteratuur
Renaissanceliteratuur verwijst naar een periode in de geschiedenis van de Europese literatuur die begon in Italië tijdens de 14e eeuw. Hoewel de literatuur van de renaissance een zekere eenheid bezit, vooral als het gaat om het gebruik van thema`s en vormen uit de oudheid, is het gebruikelijk haar te behandelen onder de afzonderlijke talen waarin zij is geschreven. In de verschillende regio’s werd de literatuur in deze periode met name beïnvloed door de literaire doctrine van imitatio, het humanisme en/of de reformatie. Het humanisme legde naar het voorbeeld van de ouden een nieuwe nadruk op het leven in deze wereld in plaats van het op het hiernamaals gerichte geestelijke leven van de middeleeuwen. Daaruit volgde, onder meer in de literatuur, een grotere aandacht voor de waardigheid van de mens en een optimistisch geloof in wat de mens tijdens zijn leven kan bereiken. Dit betekende een verschuiving van het "contemplatieve leven" naar het "actieve leven". Hierbij dient wel opgemerkt dat de traditionele religieuze waarden in de praktijk co-existeerden met de nieuwe seculiere waarden: enkele van de belangrijkste humanisten, zoals Erasmus, waren ook geestelijken. Ontwikkelingen die een ingrijpende invloed uitoefenden op de Europese literatuur zijn de uitvinding van de drukpers en een herwaardering van de literatuur in de volkstaal.

## Het begrip renaissance
De specifieke term 'renaissance' (of 'rinascita') werd voor het eerst gebruikt door de Italiaanse kunsthistoricus Giorgio Vasari in zijn Levens van de Meest eminente Schilders (1550) om het werk van een aantal kunstenaars te beschrijven. Volgens hem was er sprake van een opleving in de kunst na een lange periode van verval na de val van het Romeinse Rijk. Pas in de negentiende eeuw werd de term gebruikt om de periode en de cultuur van het vroegmoderne Europa (1500-1700) te beschrijven.

## Klassieke invloeden
Tijdens de vroege renaissance, vooral in Italië, lag de focus voor een groot deel op het vertalen en het bestuderen van klassieke werken uit het Latijn en het Grieks. Beide culturen werden zeer bewonderd in de renaissance, zodanig zelfs dat wat na de klassieke periode volgde door hen 'de donkere middeleeuwen' werd genoemd. Renaissanceauteurs beperkten zich echter niet tot het vertalen van antieke auteurs, maar trachtten om de methoden en stijlen van de 'Ouden' te integreren in hun eigen werk, met de bedoeling om de klassieken te evenaren en, zo mogelijk, te overtreffen. In tegenstelling tot onze eigen nadruk op "originaliteit" was het doel van de toenmalige literatoren niet om iets geheel nieuws te creëren. In het algemeen waren zij ervan overtuigd dat de grote literaire werken als uitdrukking van definitieve morele waarden al waren geschreven in de klassieke oudheid. Tot de meest nagebootste Romeinen behoorden Cicero, Horatius, Sallustius en Vergilius. Bij de Grieken waren vooral Aristoteles, Homerus, Plato en Socrates voorbeelden waar renaissanceauteurs naar opkeken.

## Andere invloeden
De literatuur van de renaissance werd ook beïnvloed door de ontwikkeling van de wetenschap en de filosofie. Zo was de humanist Francesco Petrarca behalve een geleerde ook een belangrijk dichter. Hij schreef gedichten in het Latijn, zoals 'Afrika' over de Punische oorlogen, maar wordt nu vooral herinnerd voor zijn werk in de Italiaanse volkstaal. Een voorbeeld hiervan zijn de Canzoniere, een verzameling liefdessonnetten, gewijd aan zijn onbeantwoorde liefde voor Laura. Hij was de belangrijkste schrijver van sonnetten in het Italiaans en oefende invloed uit op literaire ontwikkelingen in andere Europese landen zoals Engeland, waar vertalingen van zijn werk door Thomas Wyatt de sonnetvorm populair maakten. Onder meer William Shakespeare maakte er gebruik van.
Petrarca's leerling, Giovanni Boccaccio, werd eveneens een belangrijk auteur. Zijn magnum opus was de Decamerone, een verzameling van honderd verhalen, in een tijdspanne van tien dagen verteld door tien jongelingen die gevlucht zijn naar de buitenrand van Florence om aan de Zwarte Dood te ontsnappen. Vanaf de jaren 1370 werd Italiaanse poëzie de overheersende invloed op het werk van Geoffrey Chaucer. Hij was vertrouwd met de geschriften van Dante Alighieri en Petrarca, en met name Boccaccio was een belangrijke bron. Zo is zijn Troilus and Criseyde schatplichtig aan Il Filostrato, en Il Teseida was een bron voor The Knight's Tale. Ook voor een aantal schrijvers uit de Engelse renaissance, met inbegrip van William Shakespeare, vormde Boccaccio een bron van inspiratie.
Afgezien van het christendom, de klassieke oudheid en de wetenschap, oefende ook de politiek invloed uit op de renaissanceliteratuur. De politieke filosoof Niccolò Machiavelli is een belangrijk Italiaans auteur. Zijn beroemdste werk is De vorst, een werk waardoor in de politiek de term 'machiavellisme' ingang heeft gevonden, verwijzend naar de cynische houding die de auteur bepleit in het boek.

## Regionaal

### Italië

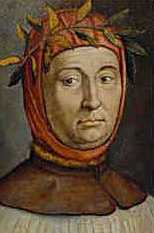
Francesco Petrarca

De hernieuwde belangstelling voor de klassieken was in Italië al bij Dante (1265-1321) merkbaar, die in de Divina Commedia zijn visionaire tocht door het hiernamaals (hel, louteringsberg en hemel) beschrijft, met Vergilius als gids aan zijn zijde. Petrarca en Boccaccio schrijven evenals Dante een deel van hun werk in de Italiaanse volkstaal. Zij stimuleren door het vertalen, navolgen en zo mogelijk overtreffen van klassieke auteurs (translatio, imitatio en aemulatio) de hernieuwde interesse in de klassieke erfenis.
Behandelingen van de renaissanceliteratuur beginnen meestal met Petrarca, die vooral bekend is vanwege zijn elegante sonnetten in de volkstaal. Zijn tijdgenoot en vriend Boccaccio is de auteur van de Decamerone, die haast onmiddellijk in heel Europa succes genoot. Andere beroemde 15e-eeuwse dichters die in de volkstaal schreven zijn Luigi Pulci (Morgante), Matteo Maria Boiardo (met het gedicht Orlando Innamorato) en Ludovico Ariosto (Orlando Furioso). Vijftiende-eeuwse schrijvers zoals de dichter Angelo Poliziano en de neoplatonische filosoof Marsilio Ficino maakten uitgebreide vertalingen uit zowel het Latijn als het Grieks. In de vroege 16e eeuw schreef Niccolò Machiavelli Il principe (De Vorst) en Castiglione Il libro del Cortegiano (Het boek van de Hoveling), waarmee ze poogden het politieke, intellectuele en zedelijke klimaat van hun tijd te beïnvloeden. Een sleutelbegrip in Machiavelli's postuum uitgegeven Il Principe is virtù, dat eerder als doortastendheid dan als deugd begrepen moet worden. Een heerser met virtù kon immers in het belang van de staat zijn woord breken, liegen en zelfs moorden begaan. Ondanks het feit dat het nu beschouwd wordt als een van de eerste werken over politieke filosofie, kregen Machiavelli's theorieën niet veel gehoor bij zijn tijdgenoten. Zijn toneelstukken daarentegen, waaronder zijn meesterwerk Comedia di Callimaco: E di Lucretia (ca. 1518) zouden aan de basis liggen van een heel nieuwe theaterstijl. Door de aandacht die werd gegeven aan lokale sociale problemen luidde zijn theaterwerk voor Europa de overgang in van de 15e-eeuwse op Latijnse komedies van Plautus en Terentius geïnspireerde werken naar het Engels renaissancetheater met William Shakespeare als bekendste vertegenwoordiger.
Van groot belang in deze hele ontwikkeling is het werk van de drukker Aldus Manutius die met zijn opgerichte Aldine-drukkerij in Venetië de productie van het kleine, relatief goedkope draagbare boek heeft gestimuleerd. Hij was ook de eerste die boeken uitgaf in het Oudgrieks.

### Frankrijk
Frankrijk was een van de eerste Europese landen waar de invloed van de Italiaanse renaissance zich al snel deed gelden. De Franse renaissance begon feitelijk met de door Karel VIII georganiseerde militaire expeditie naar Italië in 1494, waarbij Napels werd geannexeerd. Het was echter vooral de latere renaissancevorst Frans I die optrad als mecenas voor kunstenaars, die hij vanuit Italië deed overkomen om aan de decoratie van zijn Kasteel van Fontainebleau te komen werken. Zo deed hij ook beroep op Leonardo da Vinci's diensten. Daarnaast stimuleerde hij de vertalingen van Griekse en Latijnse werken in de Franse taal, onder anderen door Guillaume Budé (1467-1540).
In de zestiende eeuw vestigde het Frans zich als een belangrijke literaire taal, met schrijvers die de voornaamste genres van moderne literatuur in Frankrijk creëerden. In verhalend proza zijn François Rabelais en Pierre de Ronsard de meest prominente figuren. In de poëzie is dat vooral Joachim du Bellay, terwijl Michel de Montaigne met zijn Essais een nieuw genre schiep in de filosofische literatuur. Robert Garnier en Étienne Jodelle liggen aan de basis van de vernieuwing van het Franse theater.

### Spanje
Ook in Spanje werd de renaissance vroeg geïntroduceerd. Hoewel de Italiaanse invloeden al werden gevoeld in de vijftiende eeuw, vooral aan het Napolitaanse hof van Alfonso V van Aragón, was het pas in het tweede kwart van de zestiende eeuw dat Garcilaso de la Vega en Juan Boscán begonnen om de versvoeten en de stijl van de Italiaanse poëzie over te nemen. Garcilaso werd al snel nagevolgd door een groep dichters, met onder meer Gutierre de Cetina, Diego Hurtado de Mendoza en Hernando de Acuña.
In de tweede helft van de zestiende eeuw nam de Spaanse poëzie twee uiteenlopende richtingen. Een ervan evolueerde naar maniërisme, met Francisco de Aldana en Fernando de Herrera. De andere volgde een richting die was geïnspireerd op christelijk spiritualisme, het ascetisme zoals voorgestaan door Fray Luis de León, en de mystieke exploraties van San Juan de la Cruz.
Hoogtepunten op prozagebied zijn Lazarillo de Tormes (anoniem), een voorloper van de schelmenroman, en Alfarache Guzman - eveneens een picareske roman - waarvan het eerste van de twee delen uitkwam in 1599. Don Quichote van Miguel de Cervantes wordt beschouwd als de eerste moderne roman. Hij werd gepubliceerd in twee delen (1605 en 1615) als een parodie op de ridderromans.

### Portugal
Net als Spanjes 'Siglo de Oro' begon de gouden eeuw van de Portugese literatuur aan het begin van de zestiende eeuw. Het was met name Francisco Sa de Miranda die in de eerste helft van de eeuw Italiaanse dichtvomen in Portugal introduceerde. Saa de Miranda was een bewonderaar en vriend van Garcilaso de la Vega, en in een van zijn "églogas" (ecloges, herdersdichten) rouwt pastoor Nemoroso om de dood van de dichter uit Toledo. Saa Francisco de Miranda schreef net als zijn grote voorbeeld sonnetten, Petrarchische liedjes, ecloges en andere Italiaanse geïnspireerde lyrische subgenres.
De Portugese nationale dichter bij uitstek is Luís de Camões. Hij schreef lyrische en epische poëzie, zowel in het Portugees als in het Spaans, en staat bekend om de perfectie van zijn sonnetten. Zijn meesterwerk is het epische Os Lusíadas ('de Lusitaanse ") dat een nationaal epos werd. Het verhaalt over de avonturen van Portugese zeilers, met name de reis van Vasco da Gama naar India, met veel avonturen, scheepswrakken en veldslagen. In dit uitgebreide verhaal staan veel traditionele Portugese legenden, zoals het verhaal van Inés de Castro of de doorgang langs de 'Kaap der stormen'.

### Duitsland
Zoals Erasmus in de Nederlanden bleven ook andere humanisten in het Latijn schrijven. Een van de bekendste Duitse humanisten uit de periode van de renaissance is Johannes Reuchlin. Ulrich von Hutten (1488-1523) en Sebastian Brant (1458-1521) schreven werken in de volkstaal.
Maarten Luthers Bijbelvertaling (1522-1534) was van groot belang voor de verdere ontwikkeling van de Duitse taal. Noemenswaard zijn ook Hans Sachs (1494–1576) en Jörg Wickram (ca. 1505–1562) met hun kluchten en Fastnachtsspielen. Heel populair in deze periode werden volksverhalen als de Historia von D. Johann Fausten en Till Eulenspiegel (Tijl Uilenspiegel).

### Engeland
De renaissance als een vanuit Italië geïnspireerde culturele en kunstzinnige beweging vond - verlaat - in Engeland plaats van begin 16e eeuw tot ongeveer de helft van de 17e eeuw. Men spreekt over de Engelse renaissance, waarmee men met name de bloei van theater en literatuur bedoelt onder het bewind van koningin Elizabeth I en haar opvolgers in de vroege 17e eeuw. William Shakespeare is de bekendste toneelschrijver uit deze periode, maar ook andere dramaturgen, zoals Christopher Marlowe en Ben Jonson, zorgden voor een vernieuwing van het theater.
Thomas Wyatt paste de Italiaanse sonnetvorm aan voor het Engels. Hij werd nagevolgd door Henry Howard, Philip Sidney en Edmund Spenser die naast Shakespeare eveneens opmerkelijke Engelse sonnetten schreven.
Edmund Spenser (1597) schreef zijn The Fairy Queen, een episch gedicht dat in taal, geest en stijl gemodelleerd is naar Italiaanse gedichten zoals Ludovico Ariosto's Orlando Furioso.
Het humanistisch proza wordt het meest eminent vertegenwoordigd door Thomas More, de schepper van Utopia, waarin hij zijn visie op een ideale samenleving uiteenzet.